# Metal Force
Metal Force (inicialment Majesty) és un grup de power metal d'Alemanya. El grup és fortament influenciat per Manowar musicalment i en les lletres, i inclús han tingut al membre guitarrista de Manowar Ross "The Boss" Friedman el qual va participar en el seu segon àlbum, Sword & Sorcery.
Anomenen la seua música True Metal (un terme comú en l'escena del metal alemany per al tradicional heavy metal o el power metal amb tòpics o clixés sobre el metal a les lletres o a l'aparença a l'escenari) i la banda se sol vestir de cuir. El líder de la banda Tarek Maghary també organitza un festival anomenat keep it true. S'anomenà així després d'una cançó de Metal Force i es caracteritza per bandes tradicionals de heavy metal, sovint rares aparicions de bandes de metal dels EUA.
Tarek Maghary és també l'autor del projecte Dawnrider, un àlbum de metal concept album amb artistes musicals convidats com Rob Rock, Ross The Boss, Michael Seifert (Rebellion). Altres col·laboradors Manilla Road, Wizard, Helstar i Paragon.
No estan connectats amb la banda de progressive metal Dream Theater, el nom original de la qual era "Majesty". El canvi de nom d'aquesta banda no té res a vore en amenaces d'accions legals en contra de Dream Theater per infracció de propietat intel·lectual relacionats amb l'ús del seu nom.
Durant Magic Circle Festival 2008 la banda anuncià que canviaven el seu nom de "Majesty" a "Metal Force".

## Membres

### Actuals
- Tarek Maghary - veu, teclats, (guitarres 1997-2003)
- Christian Münzner - guitarres
- Björn Daigger - guitarra de ritme
- Marcus Bielenberg - baix
- Jan Raddatz - bateria

### Membres antics
- Chris Heun - baix en directe (on fall 2004 tour)
- Udo Keppner - guitars
- Martin Hehn - baix
- Markus Pruszydlo - teclats
- Andreas Moll - teclats
- Ingo Zadravc - bateria
- Rolf Munkes - lead guitar

## Discografia
- Keep It True (2000)
- Sword & Sorcery (2002)
- Reign In Glory (2003)
- Metal Law (àlbum en directe, 2004)
- Hellforces (2006)